# Бубал Лихтенштейна
Бубал Лихтенштейна, или хартбист Лихтенште́йна (лат. Alcelaphus buselaphus lichtensteinii), — антилопа, обитающая на юге Восточной Африки. Своё название получил в честь зоолога Мартина Лихтенштейна.

## Описание
Эта антилопа высотой в холке 1,25 м с очень высоким загривком выглядит довольно негибкой, однако, тем не менее, довольно быстра. Окрас волосяного покрова в целом жёлто-коричневого цвета со слабо выраженным тёмным седлом между плечами и задними ногами. Нижняя сторона светлее, зад украшает белое пятно. Длинные, чёрные волосы покрывают хвост, основание которого окрашено в белый цвет. Оба пола имеют рога, которые дважды надломлены и сглажены на концах. Бубал Лихтенштейна отличается от остальных конгони прежде всего более контрастной окраской и более толстыми и короткими рогами, которые при рассмотрении спереди кажутся круглыми. Лоб также не так сильно вытянут наверх, как у других конгони.

## Распространение
Подвид распространён на юге Восточной Африки в государствах Заир, Танзания, Замбия, Ангола, Малави, Мозамбик и Зимбабве. В Анголе и Мозамбике он уже возможно вымер, в Зимбабве его популяция насчитывает менее 50 животных. В середине восьмидесятых годов несколько особей были ввезены из Малави в Южную Африку в Krügerpark.
Его можно наблюдать в национальных парках Африки.

## Образ жизни
Бубал Лихтенштейна обитает на открытой лесистой местности, чаще вблизи болот. Предпочитает местности, пострадавшие от пожара.
Часто группы состоят из 10 животных, однако, встречаются и крупные стада. Временами обобществлёно живут с гну, зебрами и лошадиными антилопами. Территориальный бык держится с коровами и детёнышами на помеченном участке. Через 240 дней беременности появляется единственный телёнок, чаще в месяцы между июлем и октябрём. Эти травоядные животные встречаются только в отдельных группах.